# Liste der Landschaftsschutzgebiete in Nordrhein-Westfalen
Die Liste der Landschaftsschutzgebiete in Nordrhein-Westfalen verzeichnet die Listen für einzelne Kreise und kreisfreie Städte. Insgesamt gibt es in Nordrhein-Westfalen über 3270 Landschaftsschutzgebiete.

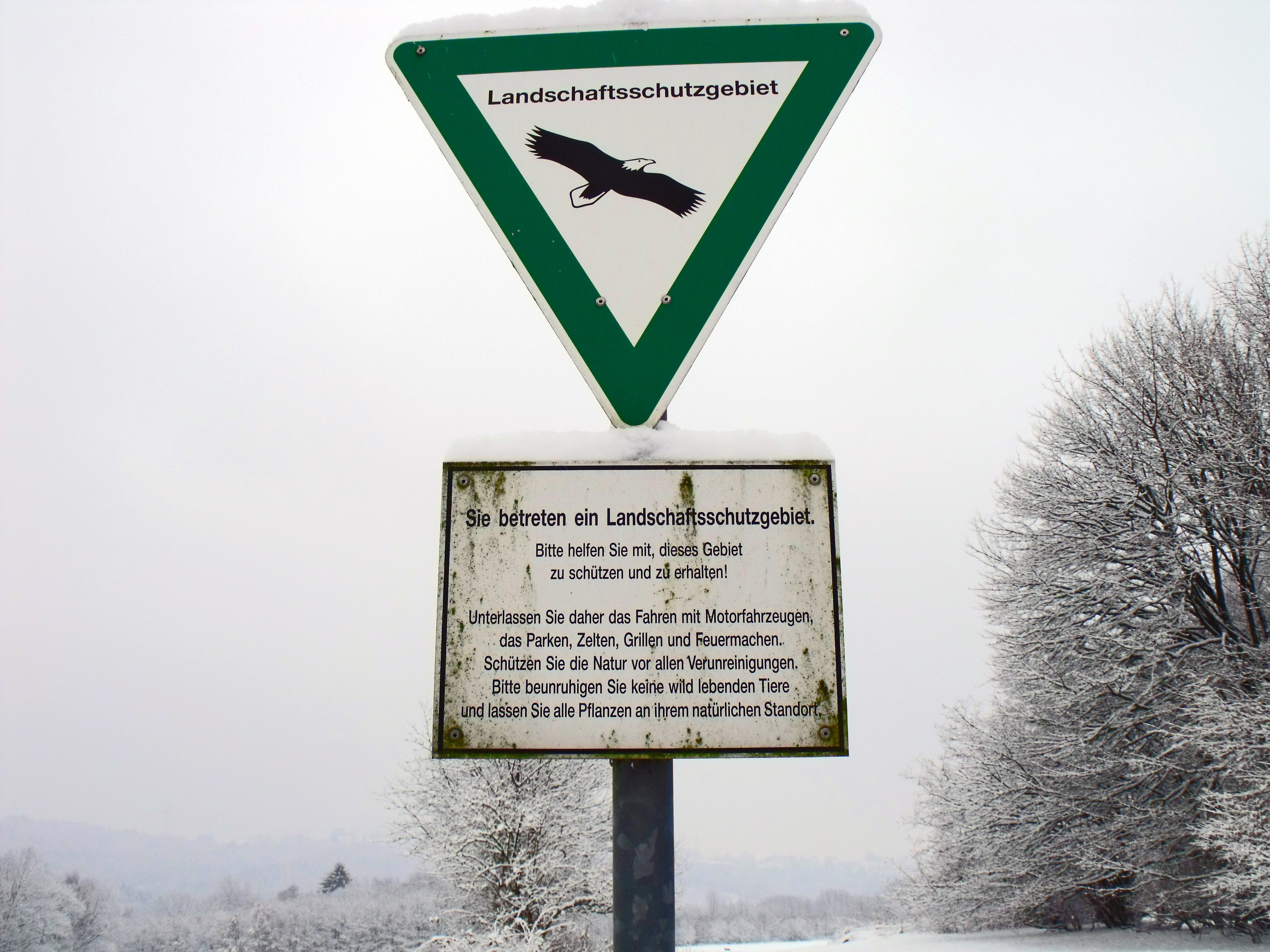
Schild „Landschaftsschutzgebiet“ mit ergänzenden Hinweisen in Solingen

## Verzeichnisse
- Liste der Landschaftsschutzgebiete in der Städteregion Aachen
- Liste der Landschaftsschutzgebiete in Bielefeld
- Liste der Landschaftsschutzgebiete in Bochum
- Liste der Landschaftsschutzgebiete in Bonn
- Liste der Landschaftsschutzgebiete im Kreis Borken
- Liste der Landschaftsschutzgebiete in Bottrop
- Liste der Landschaftsschutzgebiete im Kreis Coesfeld
- Liste der Landschaftsschutzgebiete in Dortmund
- Liste der Landschaftsschutzgebiete in Duisburg
- Liste der Landschaftsschutzgebiete im Kreis Düren
- Liste der Landschaftsschutzgebiete in Düsseldorf
- Liste der Landschaftsschutzgebiete im Ennepe-Ruhr-Kreis
- Liste der Landschaftsschutzgebiete in Essen
- Liste der Landschaftsschutzgebiete im Kreis Euskirchen
- Liste der Landschaftsschutzgebiete in Gelsenkirchen
- Liste der Landschaftsschutzgebiete im Kreis Gütersloh
- Liste der Landschaftsschutzgebiete in Hagen
- Liste der Landschaftsschutzgebiete in Hamm
- Liste der Landschaftsschutzgebiete im Kreis Heinsberg
- Liste der Landschaftsschutzgebiete im Kreis Herford
- Liste der Landschaftsschutzgebiete in Herne
- Liste der Landschaftsschutzgebiete im Hochsauerlandkreis
- Liste der Landschaftsschutzgebiete im Kreis Höxter
- Liste der Landschaftsschutzgebiete im Kreis Kleve
- Liste der Landschaftsschutzgebiete in Köln
- Liste der Landschaftsschutzgebiete in Krefeld
- Liste der Landschaftsschutzgebiete in Leverkusen
- Liste der Landschaftsschutzgebiete im Kreis Lippe
- Liste der Landschaftsschutzgebiete im Märkischen Kreis
- Liste der Landschaftsschutzgebiete im Kreis Mettmann
- Liste der Landschaftsschutzgebiete im Kreis Minden-Lübbecke
- Liste der Landschaftsschutzgebiete in Mönchengladbach
- Liste der Landschaftsschutzgebiete in Mülheim an der Ruhr
- Liste der Landschaftsschutzgebiete in Münster
- Liste der Landschaftsschutzgebiete im Oberbergischen Kreis
- Liste der Landschaftsschutzgebiete in Oberhausen
- Liste der Landschaftsschutzgebiete im Kreis Olpe
- Liste der Landschaftsschutzgebiete im Kreis Paderborn
- Liste der Landschaftsschutzgebiete im Kreis Recklinghausen
- Liste der Landschaftsschutzgebiete in Remscheid
- Liste der Landschaftsschutzgebiete im Rhein-Erft-Kreis
- Liste der Landschaftsschutzgebiete im Rheinisch-Bergischen Kreis
- Liste der Landschaftsschutzgebiete im Rhein-Kreis Neuss
- Liste der Landschaftsschutzgebiete im Rhein-Sieg-Kreis
- Liste der Landschaftsschutzgebiete im Kreis Siegen-Wittgenstein
- Liste der Landschaftsschutzgebiete im Kreis Soest
- Liste der Landschaftsschutzgebiete in Solingen
- Liste der Landschaftsschutzgebiete im Kreis Steinfurt
- Liste der Landschaftsschutzgebiete im Kreis Unna
- Liste der Landschaftsschutzgebiete im Kreis Viersen
- Liste der Landschaftsschutzgebiete im Kreis Warendorf
- Liste der Landschaftsschutzgebiete im Kreis Wesel
- Liste der Landschaftsschutzgebiete in Wuppertal